# Tröbnitz
Tröbnitz település Németországban, azon belül Türingiában. Lakosainak száma 447 fő (2023. december 31.).

## Népesség
A település népességének változása:
| Lakosok száma | 456  | 450  | 463  | 459  | 447  |
|               | 2017 | 2019 | 2021 | 2022 | 2023 |